# Чемпіонат України з футзалу 2024—2025
Чемпіонат України з футзалу серед команд вищої ліги «Екстра-ліга» сезону 2024—2025 років розпочалась 11 жовтня 2024 року. У цьому сезоні брали участь 12 команд без поділу на групи. 
Буде проведено 2 етапи чемпіонату, який складається з двох кіл та плей-оф. У кожному з двох кіл першого етапу команди проведуть по 11 матчів.
Титульним спонсором Екстра-ліги у сезоні 2024-2025 залишається букмекерська компанія Favbet Україна, а змагання мають назву «Favbet Екстра-ліга».

## Учасники
| Команда          | Населений пункт  | Спортивний зал         |
| ---------------- | ---------------- | ---------------------- |
| «Атлетик Футзал» | Дніпро           | Спорт Арена «Олімпія+» |
| «Аврора»         | Київ             | СК ЦСК                 |
| «iн.ІТ»          | Львів            | ПС «Галичина»          |
| «Любарт»         | Луцьк            | СК «Арена спорт»       |
| «Скай Ап Футзал» | Київ             | GYMMAXX                |
| «Енергія»        | Львів            | ПС «Галичина»          |
| «Кардинал-Рівне» | Рівне            | ДЮСШ №4                |
| «Сокіл»          | Хмельницький     | СК ГУНП                |
| «Суха Балка»     | Жовті Води       | ?                      |
| МСК «Харків»     | Харків           | ПСС СумДУ (Суми)       |
| ХІТ              | Київ             | СК ЦСК                 |
| «Ураган»         | Івано-Франківськ | КФВ                    |

## Перший етап[2]
| М  | Команда          | І  | В  | Н | П  | РМ     | О  |
| -- | ---------------- | -- | -- | - | -- | ------ | -- |
| 1  | «Аврора»         | 22 | 19 | 3 | 0  | 102−40 | 60 |
| 2  | ХІТ              | 22 | 17 | 4 | 1  | 112−42 | 55 |
| 3  | «Сокіл»          | 22 | 15 | 2 | 5  | 85−56  | 47 |
| 4  | «Скай Ап Футзал» | 22 | 13 | 1 | 8  | 92−66  | 40 |
| 5  | «Енергія»        | 22 | 12 | 2 | 8  | 77−55  | 38 |
| 6  | «Ураган»         | 22 | 10 | 4 | 8  | 73−55  | 34 |
| 7  | «Атлетик Футзал» | 22 | 8  | 4 | 10 | 68−74  | 28 |
| 8  | «Суха Балка»     | 22 | 8  | 2 | 12 | 50−67  | 26 |
| 9  | «Кардинал-Рівне» | 22 | 6  | 5 | 11 | 57−70  | 23 |
| 10 | «Любарт»         | 22 | 4  | 3 | 15 | 38−72  | 15 |
| 11 | МСК «Харків»     | 22 | 2  | 1 | 19 | 49−145 | 7  |
| 12 | «ін.ІТ»          | 22 | 2  | 1 | 19 | 32−93  | 7  |

## Другий етап

#### 1/4 фіналу
Перші матчі 1/4 фіналу пройшли у період з 2 по 4 травня на майданчиках команд, що на першому етапі посіли нижчі місця, другі відбулися з 3 по 5 травня, треті — з 10 та 11 травня, четверті — 11 та 12 травня. Необхідність проведення п'ятого матчу була у парах «[ХІТ (футзальний клуб)|ХІТ]]» – «Атлетик футзал» та «Скай Ап футзал» – «Енергія» і вони пройшли 14 травня.
| Пара                       | Перший матч | Другий матч | Третій матч | Четвертий матч | П'ятий матч   | Рахунок у серії |
| -------------------------- | ----------- | ----------- | ----------- | -------------- | ------------- | --------------- |
| «Сокіл» – «Ураган»         | 4:2         | 5:0         | 2:3         | 4:3            | не проводився | 3:1             |
| ХІТ — Атлетик футзал       | 2:3         | 5:2         | 6:0         | 2:3            | 3:1           | 3:2             |
| «SkyUp Futsal» – «Енергія» | 7:8         | 3:2         | 6:4         | 3:4            | 4:8           | 2:3             |
| «Aurora» – Суха Балка      | 4:1         | 4:0         | 5:2         | не проводився  | не проводився | 3:0             |

#### 1/2 фіналу
Перші матчі 1/2 фіналу пройшли 17 травня, другі – 18 травня, треті – 24 травня. Четвертий матч пройшов 25 травня лише у парі «Скай Ап футзал» – «Аврора».
| Пара                        | Перший матч  | Другий матч | Третій матч | Четвертий матч | Рахунок у серії |
| --------------------------- | ------------ | ----------- | ----------- | -------------- | --------------- |
| ХІТ – «Сокіл»               | 3:2          | 4:2         | 4:0         | не проводився  | 3:0             |
| «Аврора» — «Скай Ап футзал» | 3:3 (4:5 п.) | 3:2         | 2:1         | 5:0            | 3:1             |

#### «Золотий» та «бронзовий» фінали
Чотири матчі «золотого» та «бронзового» фіналів пройшли з 7 до 15 червня.
| Пара           | Перший матч | Другий матч | Третій матч | Четвертий матч | Рахунок у серії |
| -------------- | ----------- | ----------- | ----------- | -------------- | --------------- |
| «Аврора» – ХІТ | 2:3         | 2:3         | 9:4         | 2:4            | 1:3             |

| Пара                       | Перший матч | Другий матч | Третій матч | Четвертий матч | Рахунок у серії |
| -------------------------- | ----------- | ----------- | ----------- | -------------- | --------------- |
| «Сокіл» – «Скай Ап футзал» | 4:8         | 2:3         | 5:4         | 2:5            | 1:3             |